# Dołno Wojwodino
Dołno Wojwodino (bułg. Долно Войводино) – wieś w południowej Bułgarii, znajdująca się w obwodzie Chaskowo, w gminie Chaskowo. Według danych Narodowego Instytutu Statystycznego w Bułgarii, 31 grudnia 2011 roku wieś liczyła 226 mieszkańców.
19 km od Chaskowa i 36 km od Kyrdżali.